# Reus Deportiu
El Reus Deportivo (en catalán Reus Deportiu) es un club polideportivo catalán, de la ciudad de Reus (Tarragona) Cataluña, España. Si bien es especialmente conocido por su equipo profesional de Hockey sobre patines, actualmente también posee secciones de ajedrez, atletismo, baloncesto, excursionismo, gimnasia rítmica, patinaje artístico, rugby, kárate, pádel, tenis y tenis de mesa. Fue fundado en 1909, aunque no debe confundirse con el CF Reus Deportiu; por bien que ambos clubes compartieron un pasado común y los mismos colores rojinegros, desde 1951 son sociedades distintas.

## Palmarés Hockey Patines

### Torneos nacionales
- 5 Ligas División de Honor y OK Liga (1969-70, 1970-71, 1971-72, 1972-73, 2010-11)
- 3 Ligas nacionales (1965-66, 1966-67, 1968-69)
- 8 Copas del Rey y Copas del Generalísimo (1952, 1966, 1970, 1971, 1973, 1983, 2006, 2025)
- 3 Supercopas de España (1984, 2006 y 2019)
- 1 Campeonato de España de 2ª categoría (1947)
- 1 Liga de primera división (1986-87)
- 1 Campeonato de Cataluña (1967)
- 1 Lliga Catalana (2017)

### Torneos internacionales
- 8 Copas de Europa (1967, 1968, 1969, 1970, 1971, 1972, 2009, 2017)
- 2 Copas de la CERS (2003, 2004)
- 1 Copa Intercontinental (2010)
- 1 Campeonato Mundial de Clubes de Hockey Patines (2008)
- 1 Recopa de Europa de hockey sobre patines (1984)
- 1 Copa Continental de Hockey sobre patines (Ex-Supercopa de Europa) (2009)
- 1 Pequeña Copa del Mundo de Clubes (1969)

### Trayectoria en la liga
| \| 70 \| 71 \| 72 \| 73 \| 74 \| 75 \| 76 \| 77 \| 78 \| 79 \| \| 1 \| 1 \| 1 \| 1 \| 3 \| 4 \| 4 \| 2 \| 3 \| 2 \| \| 80 \| 81 \| 82 \| 83 \| 84 \| 85 \| 86 \| 87 \| 88 \| 89 \| \| 3 \| 4 \| 5 \| 3 \| 4 \| 10 \| 14 \| 1 \| 5 \| 4 \| \| 90 \| 91 \| 92 \| 93 \| 94 \| 95 \| 96 \| 97 \| 98 \| 99 \| \| 5 \| 4 \| 4 \| 3 \| 8 \| 3 \| 3 \| 7 \| 4 \| 4 \| \| 00 \| 01 \| 02 \| 03 \| 04 \| 05 \| 06 \| 07 \| 08 \| 09 \| \| 4 \| 4 \| 8 \| 6 \| 2 \| 2 \| 2 \| 2 \| 2 \| 4 \| \| 10 \| 11 \| 12 \| 13 \| 14 \| 15 \| 16 \| 17 \| 18 \| 19 \| \| 4 \| 1 \| 5 \| 4 \| 4 \| 5 \| 4 \| 2 \| 3 \| 3 \| \| 20 \| 21 \| 22 \| 23 \| 24 \| 25 \| 26 \| 27 \| 28 \| 29 \| \| 4 \| 4 \| 4 \| 4 \| 4 \| 3 \| \| \| \| \| | - Leyenda: 1º Nivel: División de Honor / OK Liga. 51 temporadas 2º Nivel: Primera División / OK Liga Plata. 1 temporada 3º Nivel: Segunda División / Primera B. 4º Nivel: Ligas autonómicas. 5º Nivel: Segunda División Catalana. Inactivo: no compite en categoría sénior. Club inexistente. Desconocido. - Notas: Posición en la liga al finalizar la temporada regular. La temporada se referencia con sus dos últimos dígitos, p.ej: 70 = temporada 1969/1970. |    |    |    |    |    |    |    |    |
| 70 | 71 | 72 | 73 | 74 | 75 | 76 | 77 | 78 | 79 |
| 1 | 1 | 1  | 1  | 3  | 4  | 4  | 2  | 3  | 2  |
| 80 | 81 | 82 | 83 | 84 | 85 | 86 | 87 | 88 | 89 |
| 3 | 4 | 5  | 3  | 4  | 10 | 14 | 1  | 5  | 4  |
| 90 | 91 | 92 | 93 | 94 | 95 | 96 | 97 | 98 | 99 |
| 5 | 4 | 4  | 3  | 8  | 3  | 3  | 7  | 4  | 4  |
| 00 | 01 | 02 | 03 | 04 | 05 | 06 | 07 | 08 | 09 |
| 4 | 4 | 8  | 6  | 2  | 2  | 2  | 2  | 2  | 4  |
| 10 | 11 | 12 | 13 | 14 | 15 | 16 | 17 | 18 | 19 |
| 4 | 1 | 5  | 4  | 4  | 5  | 4  | 2  | 3  | 3  |
| 20 | 21 | 22 | 23 | 24 | 25 | 26 | 27 | 28 | 29 |
| 4 | 4 | 4  | 4  | 4  | 3  |    |    |    |    |

## Jugadores

### Plantilla 2019-2020
Actualizada el 13 de noviembre de 2019 
Nota: Las banderas indican la selección nacional con la que los jugadores pueden ser convocados. En algunos casos podría no coincidir con su nacionalidad real.
| Nº |                     | Posición | Jugador               |
| -- | ------------------- | -------- | --------------------- |
| 1  | Bandera de España   | P        | Càndid Ballart        |
| 3  | Bandera de España   |          | Ferran Giménez        |
| 5  | Bandera de España   |          | Joan Salvat (capitán) |
| 6  | Bandera de España   | DF       | Romà Bancells         |
| 7  | Bandera de España   |          | Pablo Del Río         |
| 14 | Bandera de Portugal | C        | Tiago Rafael          |
| 15 | Bandera de España   |          | Marc Julià            |
| 19 | Bandera de Chile    |          | Diego Rojas           |
| 27 | Bandera de España   |          | Àlex Rodríguez        |
| 10 | Bandera de España   | P        | Xavi Fernández        |
| 55 | Bandera de España   |          | César Carballeira     |
| 57 | Bandera de España   |          | Pablo Nájera          |
| 99 | Bandera de España   | P        | Luka Hernández        |

## Cuerpo técnico 2019-20
Primer entrenador: Jordi García 

Segundo entrenador: Ramon Margalef 

Preparador físico: Oriol Pla 

Fisioterapeuta: Marc Bosque y Pol Monclús 

Delegado: Artur Cabré 

Mecánico: Juan María Franch

## Presidentes historia Reus Deportiu
| - Joan Solé Anguera 1909-1913 - Josep Balsells Bofarull 1913-1916 - Pere Barrufet Puig 1916-1917 - Salvador Bonet Marsillach 1917-1918 - Joaquim Gibert Gras 1918-1919 - Joan Martorell Alegret 1919-1920 - Josep Valls Fonts 1920-1922 - Joan Domènech Mas 1922-1924 - Josep Llop Martorell 1926-1928 |  | - Antoni Martí Bages 1929-1933 - Agustí Esteve Fabregat 1933-1934 - Joan Busquets i Crusat 1934-1942 - Josep Castellà Baró 1942-1943 - Antoni Sabater i Esteve 1943-1948 - Francesc Llevat Rosell 1948-1952 - Baldomer Pamies Jové 1953-1957 - Antoni Sabater Roca 1957-1959 - Josep Maria Massó Coll 1959-1966 |  | - Francesc Llevat Rosell 1966-1970 - Joan Domènech Mas 1970-1971 - Valero Camps Simó 1971-1973 - Andreu Olesti Cabrito 1973-1977 - Joan Basora Musté 1977-1986 - Pere Vinaixa Ollé 1987-1995 - Joan Sabater i Escudé 1995-2011 - Mònica Balsells i Pere 2011- |